# Wirtschaftsausschuss
Der Wirtschaftsausschuss (WA) ist in der Bundesrepublik Deutschland ein Gremium, in dem Arbeitnehmervertreter zusammen mit dem Unternehmer über wirtschaftliche Angelegenheiten des Unternehmens beraten und unterrichtet werden.
Laut Betriebsverfassungsgesetz (BetrVG) soll der Betriebsrat (BR) über wirtschaftliche Angelegenheiten regelmäßig informiert werden. Festgelegt ist dies im Abschnitt „Wirtschaftliche Angelegenheiten“ (§ 106 bis § 110 BetrVG). Der Gesetzgeber geht davon aus, dass wirtschaftliche Zusammenhänge ab einer gewissen Firmengröße derart komplex sind, dass dem BR durch ein zusätzliches Gremium Hilfestellung geleistet werden muss. Daneben geht der Gesetzgeber davon aus, dass der Unternehmer ab einer gewissen Firmengröße so weit von seinen Mitarbeitern entfernt ist, dass er ein Organ benötigt, das ihn aktiv aus dem Kreis der Mitarbeiter berät und auf diese Weise unverfälschte Informationen aus der Belegschaft erhält und der Unternehmer zum Wohle des Unternehmens verwerten kann. Entsprechend dem Betriebsverfassungsgesetz (§ 106 Abs. 1 BetrVG) soll ein Betriebsrat eines Unternehmens mit mehr als einhundert ständig Beschäftigten einen WA einrichten. Der WA berichtet dann an den Betriebsrat (BR). Eine Verschwiegenheitspflicht zwischen WA- und BR-Mitgliedern besteht nicht.
Die Mitgliederzahl eines Wirtschaftsausschusses nach BetrVG liegt zwischen drei und höchstens sieben Mitgliedern, mindestens ein Betriebsratsmitglied muss vertreten sein. Mit der Mehrheit seiner Stimmen kann der Betriebsrat bestimmen, dass ein anderer Ausschuss des Betriebsrats die Aufgaben des Wirtschaftsausschusses übernimmt (§ 107 Abs. 3 BetrVG). Dieser Ausschuss darf maximal so groß sein wie der Betriebsausschuss und muss aus Betriebsratsmitgliedern bestehen. Zusätzlich darf der Betriebsrat ebenso viele weitere Mitglieder aus der Mitarbeiterschaft in den Ausschuss berufen.
In den Wirtschaftsausschuss sollen möglichst Personen berufen werden, die die fachliche und persönliche Eignung dazu besitzen.
Besteht ein Gesamtbetriebsrat (GBR), so obliegt diesem die Bestellung der Mitglieder des Wirtschaftsausschusses.
Im kirchlichen Arbeitsrecht kann innerhalb der Mitarbeitervertretung (MAV) ein Wirtschaftsausschuss bzw. ein Ausschuss für Wirtschaftsfragen nach § 23a MVG.EKD (Mitarbeitervertretungsgesetz) gebildet werden. Im Gegensatz zum Betriebsverfassungsgesetz müssen allerdings die Mitglieder des WA auch Mitglieder der MAV sein.

## Aufgaben des Unternehmers
Der Wirtschaftsausschuss hat die Aufgabe, wirtschaftliche Angelegenheiten mit dem Unternehmer zu beraten und den Betriebsrat zu unterrichten. Der Unternehmer bzw. sein Stellvertreter muss den WA rechtzeitig und umfassend über die wirtschaftlichen Angelegenheiten des Unternehmens unter Vorlage der erforderlichen Unterlagen unterrichten. Der WA unterrichtet aufgrund dieser Informationen den Betriebsrat.

## Sitzungen des WA
Nach § 108 Abs. 1 BetrVG sollen WA-Sitzungen mit dem Unternehmer einmal im Monat stattfinden. Diese Regelung ist jedoch nicht zwingend, so dass die Sitzungen auch in kürzeren oder längeren Zeitabständen durchgeführt werden können. Über jede WA-Sitzung sollte vom Schriftführer des WA ein Ergebnisprotokoll angefertigt werden, welches die wesentlichen Informationen des Unternehmers zu jedem Tagesordnungspunkt festhält. Eine Abstimmung des Protokolls mit dem Unternehmer ist nicht erforderlich. Jedoch hat der Unternehmer gem. § 34 Abs. 2 BetrVG Anrecht auf eine Kopie des Teils des Protokolls, der sich auf seine Teilnahme an der WA-Sitzung bezieht. Das von WA-Sprecher und Schriftführer unterzeichnete Protokoll sollte in den Räumen des Betriebsrates aufbewahrt werden und für alle BR-Mitglieder jederzeit zugänglich sein.

## Recht zur Einsicht
Der WA hat das Recht zur Einsicht in die wirtschaftlichen Unterlagen des Unternehmens. Auch muss der testierte Jahresabschluss (mit Bilanz und Gewinn- und Verlustrechnung und bei Aktiengesellschaften auch Cash-Flow-Rechnungen usw.) des Unternehmens dem WA erläutert werden.
Eine rechtliche Grundlage, die Unterlagen auch in schriftlicher Form zu bekommen, sie zu kopieren etc., gibt es aber nicht. Jedoch hat der WA die Möglichkeit, die Unterlagen des Unternehmers in dessen Räumlichkeiten zu sichten und sich entsprechende Notizen anzufertigen.

## Mitteilungspflicht des Unternehmens
Unter anderem bezieht sich die Mitteilungspflicht des Unternehmens gegenüber dem WA (gem. § 106 Abs. 3 BetrVG) auf folgende Themen:
| 1. die wirtschaftliche und finanzielle Lage des Unternehmens;                                                           |
| 2. die Produktions- und Absatzlage;                                                                                     |
| 3. das Produktions- und Investitionsprogramm;                                                                           |
| 4. Rationalisierungsvorhaben;                                                                                           |
| 5. Fabrikations- und Arbeitsmethoden, insbesondere die Einführung neuer Arbeitsmethoden;                                |
| 5a. Fragen des betrieblichen Umweltschutzes;                                                                            |
| 6. die Einschränkung oder Stilllegung von Betrieben oder von Betriebsteilen;                                            |
| 7. die Verlegung von Betrieben oder Betriebsteilen;                                                                     |
| 8. den Zusammenschluss oder die Spaltung von Unternehmen oder Betrieben;                                                |
| 9. die Änderung der Betriebsorganisation oder des Betriebszwecks;                                                       |
| 9a. die Übernahme des Unternehmens, wenn hiermit der Erwerb der Kontrolle verbunden ist, sowie                          |
| 10. sonstige Vorgänge und Vorhaben, welche die Interessen der Arbeitnehmer des Unternehmens wesentlich berühren können. |